# Liste der Mitglieder der Joachim-Jungius-Gesellschaft
Liste der Mitglieder der Joachim-Jungius-Gesellschaft der Wissenschaften während ihres Bestehens 1947–2006.

## Ehrenmitglieder
- Helmut Greve (Unternehmer), 1922–2016, Ehrenmitglied seit 1988
- Heinrich Landahl (Schul- und Kultursenator), 1895–1971 Ehrenmitglied und Mitbegründer der Jungius-Gesellschaft, Mitglied seit 1947
- Richard Schorr, (Astronomie), 1867–1951; Mitglied (1947–1951)
- Kurt Hartwig Siemers (Ehrensenator der Universität Hamburg), 1907–1988, Mitglied seit 1982

## Ordentliche und korrespondierende Mitglieder

### A
- Sönke Albers (Betriebswirtschaftslehre), * 1948; Mitglied seit 1999
- Robert Alexy (Öffentliches Recht und Rechtsphilosophie), * 1945; Mitglied seit 1991
- Ludwig Alsdorf (Indologie), 1904–1978
- Hermann Aubin (Geschichte, Ostforschung), 1885–1969
- Peter Ax (Zoologie), 1927–2013, Mitglied seit 1986

### B
- Wolfgang Bargmann (Anatomie), 1906–1978
- Jürgen F. Baur (Handels- und Wirtschaftsrecht), * 1937; Mitglied seit 1975; Präsident 1985–1988
- Jürgen Becker (Neues Testament und Judaistik), * 1934; Mitglied seit 1977
- Gottfried Benad (Anästhesiologie und Intensivtherapie) 1932–2024; Mitglied seit 1994
- Karl August Bettermann (Recht), 1913–2005; Mitglied seit 1985
- Felix Bläker (Kinderheilkunde), 1935–2016[1]; Mitglied seit 1976
- Jürgen Bolland (Historiker), 1922–1974
- Ludwig Borinski (Anglistik), 1910–1998
- Eduard Bötticher (Recht), 1899–1989
- Horst Braunert (Alte Geschichte), 1922–1976
- Klaus Brockhoff (Betriebswirtschaftslehre), * 1939; Mitglied seit 1978
- Burkhart Bromm (Physiologie), * 1935; Mitglied seit 1989
- Gerd Brunner (Thermische Verfahrenstechnik), * 1942; Mitglied seit 1991
- Otto Brunner (Mediävistik), 1898–1982
- Winfried Bühler (Klassische Philologie), 1929–2010; Mitglied seit 1972; Präsident 1982–1985
- Ludwig Buisson (Geschichte), 1918–1992
- Kurt Bussmann (Recht), 1894–1970

### C
- Enno Christophers (Dermatologie), * 1936; Mitglied seit 1991
- Hans Joachim Colmant (Neuropathologie), 1922–2012; Mitglied seit 1977

### D
- Hans Dölle (Recht), 1893–1980
- Georg von Dadelsen (Musikwissenschaft), 1918–2007; Mitglied seit 1967
- Hans G. Danielmeyer (Festkörperphysik), * 1936; Mitglied seit 1978
- Friedhelm Debus (Deutsche Philologie), 1932–2023; Mitglied seit 1982
- Jürgen Deininger (Alte Geschichte), 1937–2017; Mitglied seit 1993

### E
- Jörn Eckert (Rechtsgeschichte und Bürgerliches Recht), 1954–2006; Mitglied seit 2002
- Curt Eisfeld (Betriebswirtschaft), 1886–1969
- Martin Elze (Neues Testament und Kirchengeschichte), 1927–2023; Mitglied seit 1974
- Karl Dietrich Erdmann (Geschichte), 1910–1990

### F
- Jörg-Ulrich Fechner (Germanistik), * 1939; Mitglied seit 1989
- Jörg Fisch (Neuere Geschichte), * 1947; Mitglied seit 1998
- Rudolf Fleischmann (Experimentalphysik), 1903–2002
- Wilhelm Flitner (Pädagogik), 1889–1990
- Dieter Franke (Ingenieur), 1943–2000
- Dorothea Frede (Geschichte der Philosophie), * 1941; Mitglied seit 1993
- Wolfram Funk (Maschinenbau), * 1938; Mitglied seit 1989

### G
- Ulrich Gähde (Philosophie), * 1951; Mitglied seit 2001
- Dietrich Gerhardt (Slavische Philologie), 1911–2011, Mitglied seit 1962; Präsident 1968–1972, Vizepräsident 1972–1974
- Herbert Giersch (Wirtschaftswissenschaft), 1921–2010; Mitglied seit 1974
- Karlfried Gründer (Geschichte der Philosophie und der Geisteswissenschaften), 1928–2011; Mitglied seit 1984
- Rolf Grüttner (Pädiatrie), 1923–2014[2], Mitglied seit 1973
- Hartmut Graßl (Meteorologie), * 1940; Mitglied seit 2001
- Heiner Greten (Innere Medizin), * 1939; Mitglied seit 1989
- Horst Gronemeyer (Literaturwissenschaft) * 1933; Mitglied seit 1999
- Alfred Gropp (Pathologie) 1924–1983[3]
- Walter Hatto Gross (Klassische Archäologie), 1913–1984
- Rudolf Grossmann (Romanistik), 1892–1980

### H
- Kurt Hübner, (Philosophie), 1921–2013; Mitglied seit 1980
- Rudolf Haag (Theoretische Physik), 1922–2016; Mitglied seit 1984
- Rudolf Haas, (Anglist), 1922–2004; Mitglied seit 1984
- Wolfgang Harms (Deutsche Philologie), 1936–2021; Mitglied seit 1973; Präsident 1975–1978, Vizepräsident 1974–1975 und 1978–1979
- Paul Harteck (Physikalische Chemie), 1902–1985
- Klaus Hasselmann (Physik/Meteorologie), * 1931; Mitglied seit 1991
- Hans Hattenhauer (Deutsche und Europäische Rechtsgeschichte, Bürgerliches Recht und Handelsrecht), 1931–2015; Mitglied seit 1974
- Jürgen Hauschildt (Betriebswirtschaftslehre), 1936–2008; Mitglied seit 1983
- Reiner Haussherr (Kunstgeschichte), 1937–2018; Mitglied seit 1980
- Jürgen Heck (Anorganische Chemie), * 1950; Mitglied seit 1999
- Otto Heckmann (Astronomie), 1901–1983
- Carl Georg Heise (Kunstgeschichte), 1890–1979
- Wolfgang Helck (Ägyptologie), 1914–1993
- Konrad Heldmann (Klassische Philologie), * 1940; Mitglied seit 1998
- Heinrich Henkel (Rechtswissenschaft), 1903–1981
- Reinhold Henzler (Wirtschaftswissenschaften), 1902–1968
- Peter Herrmann (Alte Geschichte und Epigraphik), 1927–2002
- Rudolf Heyns (Organische Chemie), 1908–2005
- Dietrich Hilger (Wirtschafts und Sozialgeschichte), 1926–1980
- Hans Hinzpeter (Meteorologie), 1921–1999
- Andreas Holschneider (Musikgeschichte), 1931–2019; Mitglied seit 1977
- Hermann Holthusen (Röntgenologie), 1886–1971
- Klaus J. Hopt (Deutsches und Europäisches Handels- und Wirtschaftsrecht), * 1940; Mitglied seit 1999
- Hans Hornbostel (Innere Medizin), 1916–2003
- Wilhelm Hornbostel (Archäologie), * 1943; Mitglied seit 1989
- Ernst Horstmann (Anatomie) 1909–1972[4]
- Dieter K. Hossfeld (Innere Medizin), * 1938; Mitglied seit 1988
- Joachim Hruschka (Rechtsphilosophie, Strafrecht), 1935–2017; Mitglied seit 1977

### J
- Carl Jantke (Soziologie und Sozialgeschichte), 1909–1989
- Thomas J. Jentsch, (Molekulare Neurobiologie), * 1953; Mitglied seit 2001
- Pascual Jordan (Theoretische Physik), 1902–1980
- Arthur Jores (Psychosomatik), 1901–1982
- Karl-Heinz Jungbluth (Unfallchirurgie), * 1931; Mitglied seit 1981

### K
- Michael Köhler (Strafrecht und Rechtsphilosophie), 1945–2022; Mitglied ab 2001
- Josef König (Philosophie), 1893–1974
- Joachim Kühnau (Physiologie), 1901–1983[5]
- Athanasios Kambylis (Byzantinistik und Neugriechische Philologie), 1928–2021; Mitglied ab 1983
- Walter Kaminsky (Angewandte Chemie), 1941–2024; Mitglied ab 1992
- Erhard Kantzenbach (Volkswirtschaftslehre), 1931–2024; Mitglied ab 1991; Vizepräsident 1998–2001
- Wilhelm Kewenig, (Recht), 1934–1993
- Josef Kimmig (Dermatologie), 1909–1976
- Johannes Klammt (Stomatologie), 1936–2022; Mitglied ab 1997
- Heinz Kluth (Soziologe), 1921–1977
- Adolf Knappwost (Physikalische Chemie), 1913–2007; Mitglied ab 1968
- Rainer Knußmann (Anthropologie), 1936–2017; Mitglied ab 1982
- Klaus Koch (Altes Testament und Altorientalische Religionsgeschichte), 1926–2019; Mitglied ab 1986
- Rainer Kollmann (Botanik, Zellbiologie), 1932–2022; Mitglied ab 1977
- Georg Kossack (Frühgeschichte), 1923–2004
- Curt Kosswig (Zoologie), 1903–1982
- Herbert Krüger (Recht), 1905–1989
- Hans-Joachim Kraus (Theologie), 1918–2000
- Otto Kraus (Zoologie), 1930–2017; Mitglied ab 1971; Präsident 1978–1982; 1996–1997; 1998–1999
- Werner A. Krenkel (Lateinische Philologie und Archäologie), 1926–2015; Mitglied ab 1993
- Edwin Kreuzer (Mechanik und Meerestechnik), * 1947; Mitglied seit 2001
- Friedhelm Krummacher (Musikwissenschaft), * 1936; Mitglied seit 1990
- Margot Kruse (Romanische Philologie), 1928–2013; Mitglied ab 1972
- Klaus Kubitzki (Systematische Botanik), 1933–2022; Mitglied ab 1978
- Johannes Kulemann, † 13. September 1970

### L
- Horst Lörz (Angewandte Molekularbiologie der Pflanzen), 1947–2011; Mitglied seit 1993
- Reimar Lüst (Physik/Astrophysik), 1923–2020; Mitglied seit 1991
- Christine Landfried (Politische Wissenschaft), * 1949; Mitglied seit 2000
- Götz Landwehr (Deutsche und Nordische Rechtsgeschichte, Bürgerliches Recht und Handelsrecht), 1935–2017; Mitglied seit 1974; Vizepräsident 1979–1983
- Lars Olof Larsson (Kunstgeschichte), * 1938; Mitglied seit 1991
- Rainer Laufs (Medizinische Mikrobiologie und Immunologie), 1939–2012; Mitglied seit 1982
- Rudolf von Laun (Völkerrecht), 1882–1975
- Harry Lehmann (Physik), 1924–1998
- Hartmut Lehmann (Mittlere und Neuere Geschichte), * 1936; Mitglied seit 1986
- Karl Lennert (Pathologische Anatomie), 1921–2012; Mitglied seit 1975
- Wolfgang Lentz (Iranistik), 1900–1986
- Charles Lichtenthaeler (Medizingeschichte), 1915–1993
- Konrad Littmann (Wirtschaftliche Staatswissenschaften), 1923–2009; Mitglied seit 1972
- Bernhard Lohse (Theologe), 1928–1997
- Walther Ludwig, (Klassische Philologie), * 1929; Mitglied seit 1980

### M
- Gerhard Mack (Theoretische Physik), 1940–2023; Mitglied seit 1996
- Oskar Mahrenholtz (Strukturmechanik in der Meerestechnik), 1931–2020; Mitglied seit 1989
- Harald Mandt (Versicherungsmanager), 1888–1974
- Oswald Marchesani (Ophthalmologie), 1900–1952
- Gottfried Maron (Kirchen- und Dogmengeschichte), 1928–2010; Mitglied seit 1986
- Hans Joachim Marx (Musikwissenschaft), * 1935; Mitglied seit 1980
- Christoph Meinel (Geschichte der Naturwissenschaften), * 1949; Mitglied seit 1988
- Ernst-Joachim Mestmäcker (Bürgerliches Recht, Handels- und Wirtschaftsrecht), 1926–2024; Mitglied seit 1985
- Walter Mevius (Botanik), 1983–1975
- Rudolf W. Meyer (Philosophie), 1915–1989
- Adolf Meyer-Abich (Biologie und Philosophie), † 3. März 1971
- Jobst Bartram Mielck (Pharmazeutische Technologie), 1938–2024; Mitglied seit 1986
- Günter Moltmann (Geschichte), 1926–1994
- Peter Karl Müller (Physiologische Chemie/Molekularbiologie), * 1941; Mitglied seit 1993
- Wolfgang Müller-Ruchholtz (Immunologie), 1928–2019; Mitglied seit 1990
- Hans-Rudolf Müller-Schwefe (Theologie), 1910–1986
- Michael Müller-Wille (Vor- und Frühgeschichte), 1938–2019; Mitglied seit 1986; Vizepräsident 1996–1997

### N
- Hans-Hellmut Nagel (Mustererkennung und digitale Bildverarbeitung), * 1935; Mitglied seit 1978
- Theodor Nasemann (Dermatologie und Venerologie), 1923–2020; Mitglied seit 1980
- Reinhard Nast (Anorganische Chemie), 1912–2004
- Ernst Georg Nauck (Tropenmedizin), 1987–1967
- Hans Georg Niemeyer (Archäologie), 1933–2007; Mitglied seit 1988

### O
- Gerhard Oberbeck (Geographie), 1925–2006; Mitglied seit 1973
- Klaus Oehler (Philosophie), 1928–2020; Mitglied seit 1989
- Els Oksaar (Allgemeine und vergleichende Sprachwissenschaft), 1926–2015; Mitglied seit 1984; Vizepräsidentin 1994–1995
- Erich Otremba (Wirtschaftsgeographie), 1910–1984
- Eckart Otto (Theologie), * 19. August 1944; Mitglied seit 1996

### P
- Günther Patzig (Philosophie), 1926–2018; Mitglied ab 1989
- Hans Paulsen (Organische Chemie), 1922–2024; Mitglied ab 1986
- Kurt Pawlik (Psychologie), 1934–2022; Mitglied ab 1972; Vizepräsident 1985–1987
- Lothar Pelz (Kinderheilkunde/Humangenetik), * 1934; Mitglied seit 1993
- Otto Hermann Pesch (Katholische Theologie), 1932–2014, Mitglied ab 1992
- Horst Pietschmann (Neuere Geschichte), * 1940; Mitglied seit 1996

### R
- Paul Raabe (Germanistik, Bibliothekswissenschaft), 1927–2013; Mitglied seit 1984
- Heinz Raether (Physik), 1909–1986
- Karin Reich (Geschichte der Naturwissenschaften), * 1941; Mitglied seit 2001
- Dieter Reimers (Astronomie), 1943–2021; Mitglied seit 2001
- Heinrich Reincke (Geschichte), 1881–1960
- Heimo Reinitzer (Ältere Deutsche Literaturwissenschaft), * 1943; Mitglied seit 1987
- Karl Heinrich Rengstorf (Theologie), 1903–1992
- Dieter Reuter (Bürgerliches Recht, Handelsrecht, Arbeitsrecht), 1940–2016; Mitglied seit 1987
- Oswald Riemenschneider (Mathematik), * 1941; Mitglied seit 1980
- Wilfried Roetzel (Thermodynamik) * 1936; Mitglied seit 1991
- Renate Rolle (Ur- und Frühgeschichte), * 1941; Mitglied seit 1994
- Hendrik Rothe (Meß- und Informationstechnik), * 1954; Mitglied seit 2000
- Alfred Rust (Vorgeschichte), 1900–1983

### S
- Horst Saalfeld (Mineralogie), 1920–2022; Mitglied seit 1983; Vizepräsident 1987–1993
- Horst Sanmann (Volkswirtschaftslehre), 1927–2008; Mitglied seit 1989
- Hans Sautter (Augenheilkunde), 1912–1984
- Karl-Heinz Schäfer (Kinderheilkunde), 1911–1985
- Wolfgang Schöne (Kunstgeschichte), 1910–1989
- Helmut Schelsky (Soziologie), 1912–1984
- Karl Schiller (Wirtschaftstheorie), 1911–1994
- Johannes Schilling (Kirchen- und Dogmengeschichte), * 1951; Mitglied seit 2002
- Hans Schimank (Geschichte der Naturwissenschaften), 1888–1979
- Gustav W. Schimmelpenning (Psychiatrie), 1928–2009; Mitglied seit 1977
- Eberhard Schmidhäuser (Strafrecht, Straf- und Zivilprozeßrecht), 1920–2002; Mitglied seit 1989
- Karsten Schmidt (Bürgerliches Recht, Handelsrecht, Schifffahrtsrecht, Wirtschaftsrecht, Ziviles Prozessrecht), * 1939; Mitglied seit 1985
- Lambert Schmithausen (Indologie), * 1939; Mitglied seit 1977
- Hasso Scholz (Pharmakologie), * 1937; Mitglied seit 1986
- Herwig Schopper (Physik), * 1924; Mitglied seit 1978
- Werner Schröter (Kinderheilkunde), 1933–2018; Mitglied seit 1970
- Hans Wilhelm Schreiber (Bauchchirurgie), 1924–2004
- Gerhard Schubert (Gynäkologie), 1907–1964
- Karl Schuchardt (Mund-, Kiefer- und Gesichtschirurgie), 1901–1985
- Karl Heinz Schulz (Allergologie), 1922–2010; Mitglied seit 1982
- Ernst-Richard Schwinge (Klassische Philologie, insbesondere Gräzistik), * 1934; Mitglied seit 1993
- Christoph J. Scriba (Geschichte der Naturwissenschaften) 1929–2013; Mitglied seit 1976
- Eugen Seibold (Geologie, Meeresgeologie), 1918–2013; Mitglied seit 1974
- Gerhard Seifert (Allgemeine Pathologie und Pathologische Anatomie), 1921–2014; Mitglied seit 1973; Präsident 1988–1993
- Hans Hermann Seiler (Römisches Recht, Privatrechtsgeschichte der Neuzeit, Bürgerliches Recht), 1929–2019; Mitglied seit 1968; Präsident 1994–1995
- Ivan Sekoulov (Gewässerreinigungstechnik), 1931–2017; Mitglied seit 1986
- Horst Siebert (Volkswirtschaftslehre), 1938–2009; Mitglied seit 1993
- Kurt Sieveking (Bürgermeister), 1897–1986
- Rudolf Sieverts (Rechtswissenschaft), 1903–1980
- Hansjörg Sinn (Angewandte Chemie), * 1929; Mitglied seit 1973
- Harald Sioli (Biologie und Limnologie), 1910–2004
- Peter Slodowy (Mathematik), 1948–2002
- Bruno Snell (Altphilologie), 1896–1986
- Volker Soergel (Physik), 1931–2022; Mitglied seit 1989
- Emanuel Sperner (Mathematik), 1905–1980
- Wolf-Dieter Stempel (Romanische Philologie), * 1929; Mitglied seit 1974
- Bernhard Sticker (Astronomie und Naturwissenschaftsgeschichte), 1906–1977
- Thomas Straubhaar (Volkswirtschaftslehre), * 1957; Mitglied seit 2001
- Rudolf Strothmann (Islamwissenschaft), 1877–1960

### T
- Franz Termer (Ethnologie), 1894–1968
- Harald Thun (Romanische Philologie), * 1945; Mitglied seit 2001
- Hermann Tiemann (Romanist), 1899–1981
- Peter Toschek (Experimentalphysik), 1933–2020

### U
- Peter Ulmer (Bürgerliches Recht, Handelsrecht und Wirtschaftsrecht), 1933–2024; Mitglied seit 1973
- Reinhard Ulrich (Optik und Messtechnik), * 1935; Mitglied seit 1986

### V
- Christian Vogel (Anthropologie), 1933–1994
- Ehrhard Voigt (Geologie und Paläontologie), 1905–2004; Mitglied seit 1984
- Eckart Voland (Philosophie der Biowissenschaften), * 1949; Mitglied seit 1997

### W
- Albrecht Wagner (Elementarteilchenphysik), * 1941; Mitglied seit 2002
- Wolfgang Walter (Chemie), 1919–2005
- Hans-Friedrich Weiß (Theologie), 1929–2016; Mitglied seit 1994
- Volker Weidemann (Physik und Astronomie), 1924–2012; Mitglied seit 1985
- Georg Weinblum (Schiffsbau), 1897–1974
- Erwin Weiss (Anorganische Chemie), 1926–2019; Mitglied seit 1990
- Carl Friedrich von Weizsäcker (Physik und Philosophie), 1912–2007; Mitglied seit 1957
- Albrecht Wezler (Indologie), 1938–2023; Mitglied seit 2000
- Reiner Wiehl (Philosophie), 1929–2010; Mitglied seit 1975
- Roland Wiesendanger (Festkörperphysik), * 1961; Mitglied seit 2000
- Jörn Henning Wolf (Medizingeschichte), * 1937; Mitglied seit 1989; Vizepräsident 2002

### Z
- Karl Zeiger (Anatom), 1895–1959
- Jean-Marie Zemb (Germanistik), 1928–2007; Mitglied seit 1999
- Albrecht Zeuner (Zivilprozeßrecht, Bürgerliches Recht und Arbeitsrecht), 1924–2021; Mitglied seit 1989
- Hans-Jürgen Zobel (Altes Testament), 1928–2000